# Rowan Atkinson
Rowan Sebastian Atkinson (* 6. ledna 1955, Consett, Spojené království) je britský herec a komik. K jeho nejznámějším rolím patří postava Mr. Beana.

## Život
Narodil se do selské rodiny. Studoval elektrotechniku na Newcastle University a Queen’s College v Oxfordu, kde získal magisterský titul. Po studiích na univerzitách se stal komikem. Začal psát pro divadlo Oxford Playhouse a uplatnil se i jako divadelní komik. V roce 1979 pronikl do televize jako herec a scenárista v seriálu BBC Nezprávy v devět, obdržel ocenění British Academy Award a stal se osobností BBC pro rok 1980. Jeho úspěchy pokračovaly a zajišťovaly mu růst popularity. V roce 1983 si zahrál vedle Seana Conneryho v bondovce Nikdy neříkej nikdy.
Od roku 1990 byl ženatý se Sunetrou Sastry, s níž má dvě děti, Lily a Benjamina. Rozvedl se v roce 2015. Vlastní dvě filmové společnosti, Tiger Television a Tiger Aspect Films. Je velký milovník rychlých aut a v roce 2011 se účastnil televizní show Top Gear jako host.

## Herecká dráha
Poprvé se Rowan Atkinson dostal do povědomí lidí svým pořadem The Atkinson Family, který se vysílal v rádiu v roce 1979. Do roku 1982 slavil úspěch se svým skečovým pořadem Not the Nine O'Clock News. Hrál hlavní roli v seriálu Černá zmije (1989), který ho proslavil. Zlom jeho kariéry přišel v roce 1990 s vysíláním seriálu Mr. Bean, kde si Atkinson zahrál hlavní roli – Mr. Beana. Vysílal se v 245 zemích a bylo natočeno celkem 15 25minutových epizod.. Seriál se vysílal až do roku 1995, některé televize ho reprízují i v současnosti. O dva roky později (1997) si Beana zopakoval ve filmu Mr. Bean: Největší filmová katastrofa. V roce 2003 se objevil jako neschopný agent Johnny English ve filmu Johnny English. V roce 2007 se objevil znovu jako Mr. Bean ve filmu Prázdniny pana Beana. V roce 2011 se vrátil jako Johnny English ve filmu Johnny English se vrací. Od té doby ztvárnil mnoho dalších rolí, mezi poslední patří komisař Maigret v nové trilogii z roku 2017. V roce 2018 se vrátil jako Johnny English ve filmu Johnny English strikes again (Johnny English znovu zasahuje) .

## Filmografie (výběr)
- Instantní smích (1979)
- Černá zmije (1983–1987)
- Přesný jako smrt (1983)
- Nikdy neříkej nikdy (1983)
- Mr. Bean (1990–1995)
- Žhavé výstřely 2 (1993)
- Čtyři svatby a jeden pohřeb (1993)
- Mr. Bean: Největší filmová katastrofa (1997)
- Bestián: Kupředu, zpátky jen krok (1999)
- Milionový závod (2001)
- Scooby-Doo (2002)
- Johnny English (2003)
- Láska nebeská (2003)
- Univerzální uklízečka (2005)
- Prázdniny pana Beana (2007)
- Johnny English se vrací (2011)
- Maigret (4 TV filmy, 2016–2017)
- Johnny English znovu zasahuje (2018)
- Včela na mušce (2022)